# Список астероїдів (48601—48700)
| Назва                                   | Тимчасове позначення | Дата відкриття    | Місце відкриття                                  | Відкривач                                        |
| --------------------------------------- | -------------------- | ----------------- | ------------------------------------------------ | ------------------------------------------------ |
| (48601) 1995 BL                         | 1995 BL              | 23 січня 1995     | Обсерваторія Оїдзумі                             | Такао Кобаяші                                    |
| (48602) 1995 BV1                        | 1995 BV1             | 27 січня 1995     | Обсерваторія Оїдзумі                             | Такао Кобаяші                                    |
| (48603) 1995 BC2                        | 1995 BC2             | 30 січня 1995     | Обсерваторія Оїдзумі                             | Такао Кобаяші                                    |
| (48604) 1995 CV                         | 1995 CV              | 1 лютого 1995     | Обсерваторія Кітт-Пік                            | Spacewatch                                       |
| (48605) 1995 CW1                        | 1995 CW1             | 7 лютого 1995     | Обсерваторія Сайдинг-Спрінг                      | Роберт Макнот                                    |
| (48606) 1995 DH                         | 1995 DH              | 20 лютого 1995    | Обсерваторія Оїдзумі                             | Такао Кобаяші                                    |
| (48607) 1995 DS2                        | 1995 DS2             | 20 лютого 1995    | Обсерваторія Наніо                               | Томімару Окуні                                   |
| (48608) 1995 DW8                        | 1995 DW8             | 24 лютого 1995    | Обсерваторія Кітт-Пік                            | Spacewatch                                       |
| (48609) 1995 DE14                       | 1995 DE14            | 19 лютого 1995    | Обсерваторія Кушіро                              | Сейджі Уеда, Хіроші Канеда                       |
| (48610) 1995 EF6                        | 1995 EF6             | 2 березня 1995    | Обсерваторія Кітт-Пік                            | Spacewatch                                       |
| (48611) 1995 FS6                        | 1995 FS6             | 23 березня 1995   | Обсерваторія Кітт-Пік                            | Spacewatch                                       |
| (48612) 1995 FX6                        | 1995 FX6             | 23 березня 1995   | Обсерваторія Кітт-Пік                            | Spacewatch                                       |
| (48613) 1995 FM11                       | 1995 FM11            | 27 березня 1995   | Обсерваторія Кітт-Пік                            | Spacewatch                                       |
| (48614) 1995 FP14                       | 1995 FP14            | 27 березня 1995   | Обсерваторія Кітт-Пік                            | Spacewatch                                       |
| (48615) 1995 FG16                       | 1995 FG16            | 28 березня 1995   | Обсерваторія Кітт-Пік                            | Spacewatch                                       |
| (48616) 1995 GP7                        | 1995 GP7             | 2 квітня 1995     | Станція Сінлун                                   | SCAP                                             |
| (48617) 1995 HR2                        | 1995 HR2             | 25 квітня 1995    | Обсерваторія Кітт-Пік                            | Spacewatch                                       |
| (48618) 1995 HB4                        | 1995 HB4             | 26 квітня 1995    | Обсерваторія Кітт-Пік                            | Spacewatch                                       |
| 48619 Jianli                            | 1995 KV              | 21 травня 1995    | Станція Сінлун                                   | SCAP                                             |
| (48620) 1995 MN5                        | 1995 MN5             | 23 червня 1995    | Обсерваторія Кітт-Пік                            | Spacewatch                                       |
| (48621) 1995 OC                         | 1995 OC              | 19 липня 1995     | Астрономічна обсерваторія «Джемініано Монтанарі» | Астрономічна обсерваторія «Джемініано Монтанарі» |
| (48622) 1995 OA10                       | 1995 OA10            | 30 липня 1995     | Обсерваторія Кітт-Пік                            | Spacewatch                                       |
| (48623) 1995 OV12                       | 1995 OV12            | 22 липня 1995     | Обсерваторія Кітт-Пік                            | Spacewatch                                       |
| 48624 Sadayuki                          | 1995 PM              | 4 серпня 1995     | Обсерваторія Наніо                               | Томімару Окуні                                   |
| (48625) 1995 QF                         | 1995 QF              | 16 серпня 1995    | Чорч Стреттон                                    | Стівен Лорі                                      |
| (48626) 1995 QJ4                        | 1995 QJ4             | 20 серпня 1995    | Обсерваторія Кітт-Пік                            | Spacewatch                                       |
| (48627) 1995 QX14                       | 1995 QX14            | 28 серпня 1995    | Обсерваторія Кітт-Пік                            | Spacewatch                                       |
| 48628 Джанетфендер (Janetfender)        | 1995 RD              | 7 вересня 1995    | Обсерваторія Галеакала                           | AMOS                                             |
| (48629) 1995 SP                         | 1995 SP              | 18 вересня 1995   | Обсерваторія Ондржейов                           | Ленка Коткова                                    |
| (48630) 1995 SC7                        | 1995 SC7             | 17 вересня 1995   | Обсерваторія Кітт-Пік                            | Spacewatch                                       |
| 48631 Hasantufan                        | 1995 SK29            | 26 вересня 1995   | Станція Зеленчуцька обсерваторії Енгельгарта     | Т. Крячко                                        |
| (48632) 1995 SV29                       | 1995 SV29            | 29 вересня 1995   | Чорч Стреттон                                    | Стівен Лорі                                      |
| (48633) 1995 SH38                       | 1995 SH38            | 24 вересня 1995   | Обсерваторія Кітт-Пік                            | Spacewatch                                       |
| (48634) 1995 SE44                       | 1995 SE44            | 25 вересня 1995   | Обсерваторія Кітт-Пік                            | Spacewatch                                       |
| (48635) 1995 SU52                       | 1995 SU52            | 20 вересня 1995   | Обсерваторія Кітамі                              | Кін Ендате, Кадзуро Ватанабе                     |
| 48636 Huangkun                          | 1995 SS53            | 28 вересня 1995   | Станція Сінлун                                   | SCAP                                             |
| (48637) 1995 SU87                       | 1995 SU87            | 26 вересня 1995   | Обсерваторія Кітт-Пік                            | Spacewatch                                       |
| 48638 Trebic                            | 1995 TB              | 3 жовтня 1995     | Обсерваторія Клеть                               | Мілош Тіхі                                       |
| (48639) 1995 TL8                        | 1995 TL8             | 15 жовтня 1995    | Обсерваторія Кітт-Пік                            | Аріанна Ґлезон                                   |
| (48640) 1995 UD                         | 1995 UD              | 17 жовтня 1995    | Сормано                                          | Пієро Сіколі, П. Ґецці                           |
| (48641) 1995 UA1                        | 1995 UA1             | 20 жовтня 1995    | Вішнянська обсерваторія                          | Корадо Корлевіч, Ваня Брчіч                      |
| (48642) 1995 UH1                        | 1995 UH1             | 23 жовтня 1995    | Обсерваторія Садбері                             | Денніс ді Сікко                                  |
| 48643 Аллен-Біч (Allen-Beach)           | 1995 UA2             | 20 жовтня 1995    | Сормано                                          | Пієро Сіколі, Франческо Манка                    |
| (48644) 1995 UG7                        | 1995 UG7             | 27 жовтня 1995    | Обсерваторія Кушіро                              | Сейджі Уеда, Хіроші Канеда                       |
| (48645) 1995 UF8                        | 1995 UF8             | 27 жовтня 1995    | Обсерваторія Оїдзумі                             | Такао Кобаяші                                    |
| (48646) 1995 UL8                        | 1995 UL8             | 27 жовтня 1995    | Обсерваторія Оїдзумі                             | Такао Кобаяші                                    |
| (48647) 1995 UT8                        | 1995 UT8             | 27 жовтня 1995    | Обсерваторія Кушіро                              | Сейджі Уеда, Хіроші Канеда                       |
| (48648) 1995 UQ12                       | 1995 UQ12            | 17 жовтня 1995    | Обсерваторія Кітт-Пік                            | Spacewatch                                       |
| (48649) 1995 UH37                       | 1995 UH37            | 21 жовтня 1995    | Обсерваторія Кітт-Пік                            | Spacewatch                                       |
| 48650 Казануніверсіті (Kazanuniversity) | 1995 UX48            | 17 жовтня 1995    | Станція Зеленчуцька обсерваторії Енгельгарта     | В. Соловйов                                      |
| (48651) 1995 UC54                       | 1995 UC54            | 22 жовтня 1995    | Обсерваторія Кітт-Пік                            | Spacewatch                                       |
| (48652) 1995 VB                         | 1995 VB              | 1 листопада 1995  | Обсерваторія Оїдзумі                             | Такао Кобаяші                                    |
| (48653) 1995 VD                         | 1995 VD              | 1 листопада 1995  | Обсерваторія Оїдзумі                             | Такао Кобаяші                                    |
| (48654) 1995 VG10                       | 1995 VG10            | 15 листопада 1995 | Обсерваторія Кітт-Пік                            | Spacewatch                                       |
| (48655) 1995 VQ12                       | 1995 VQ12            | 15 листопада 1995 | Обсерваторія Кітт-Пік                            | Spacewatch                                       |
| (48656) 1995 VN18                       | 1995 VN18            | 15 листопада 1995 | Обсерваторія Кітт-Пік                            | Spacewatch                                       |
| (48657) 1995 WK                         | 1995 WK              | 16 листопада 1995 | Обсерваторія Оїдзумі                             | Такао Кобаяші                                    |
| (48658) 1995 WT1                        | 1995 WT1             | 16 листопада 1995 | Обсерваторія Кушіро                              | Сейджі Уеда, Хіроші Канеда                       |
| (48659) 1995 WX2                        | 1995 WX2             | 16 листопада 1995 | Обсерваторія Кітт-Пік                            | Spacewatch                                       |
| (48660) 1995 WA5                        | 1995 WA5             | 24 листопада 1995 | Обсерваторія Оїдзумі                             | Такао Кобаяші                                    |
| (48661) 1995 WH5                        | 1995 WH5             | 24 листопада 1995 | Обсерваторія Оїдзумі                             | Такао Кобаяші                                    |
| (48662) 1995 WK5                        | 1995 WK5             | 24 листопада 1995 | Обсерваторія Оїдзумі                             | Такао Кобаяші                                    |
| (48663) 1995 WY7                        | 1995 WY7             | 29 листопада 1995 | Обсерваторія Оїдзумі                             | Такао Кобаяші                                    |
| (48664) 1995 WG9                        | 1995 WG9             | 16 листопада 1995 | Обсерваторія Кітт-Пік                            | Spacewatch                                       |
| (48665) 1995 WL25                       | 1995 WL25            | 18 листопада 1995 | Обсерваторія Кітт-Пік                            | Spacewatch                                       |
| (48666) 1995 WU26                       | 1995 WU26            | 17 листопада 1995 | Обсерваторія Кітт-Пік                            | Spacewatch                                       |
| (48667) 1995 WS33                       | 1995 WS33            | 20 листопада 1995 | Обсерваторія Кітт-Пік                            | Spacewatch                                       |
| (48668) 1995 XB1                        | 1995 XB1             | 15 грудня 1995    | Обсерваторія Оїдзумі                             | Такао Кобаяші                                    |
| (48669) 1995 YO1                        | 1995 YO1             | 21 грудня 1995    | Обсерваторія Оїдзумі                             | Такао Кобаяші                                    |
| (48670) 1995 YW2                        | 1995 YW2             | 26 грудня 1995    | Обсерваторія Оїдзумі                             | Такао Кобаяші                                    |
| (48671) 1995 YS3                        | 1995 YS3             | 27 грудня 1995    | Обсерваторія Оїдзумі                             | Такао Кобаяші                                    |
| (48672) 1995 YF5                        | 1995 YF5             | 16 грудня 1995    | Обсерваторія Кітт-Пік                            | Spacewatch                                       |
| (48673) 1995 YF16                       | 1995 YF16            | 20 грудня 1995    | Обсерваторія Кітт-Пік                            | Spacewatch                                       |
| (48674) 1995 YV21                       | 1995 YV21            | 17 грудня 1995    | Станція Сінлун                                   | SCAP                                             |
| (48675) 1995 YA23                       | 1995 YA23            | 21 грудня 1995    | Обсерваторія Галеакала                           | NEAT                                             |
| (48676) 1996 AW6                        | 1996 AW6             | 12 січня 1996     | Обсерваторія Кітт-Пік                            | Spacewatch                                       |
| (48677) 1996 AQ7                        | 1996 AQ7             | 12 січня 1996     | Обсерваторія Кітт-Пік                            | Spacewatch                                       |
| (48678) 1996 AP12                       | 1996 AP12            | 15 січня 1996     | Обсерваторія Кітт-Пік                            | Spacewatch                                       |
| (48679) 1996 AL19                       | 1996 AL19            | 15 січня 1996     | Обсерваторія Кітт-Пік                            | Spacewatch                                       |
| (48680) 1996 BU                         | 1996 BU              | 17 січня 1996     | Обсерваторія Кітамі                              | Кін Ендате, Кадзуро Ватанабе                     |
| 48681 Цайлінгер (Zeilinger)             | 1996 BZ              | 21 січня 1996     | Лінц                                             | Е. Мейєр, Ервін Обермайр                         |
| (48682) 1996 BP1                        | 1996 BP1             | 23 січня 1996     | Обсерваторія Оїдзумі                             | Такао Кобаяші                                    |
| (48683) 1996 BQ1                        | 1996 BQ1             | 23 січня 1996     | Обсерваторія Оїдзумі                             | Такао Кобаяші                                    |
| (48684) 1996 EP                         | 1996 EP              | 14 березня 1996   | Обсерваторія Садбері                             | Денніс ді Сікко                                  |
| (48685) 1996 EW                         | 1996 EW              | 15 березня 1996   | Обсерваторія Галеакала                           | NEAT                                             |
| (48686) 1996 EM1                        | 1996 EM1             | 10 березня 1996   | Обсерваторія Кітамі                              | Кін Ендате, Кадзуро Ватанабе                     |
| (48687) 1996 EO6                        | 1996 EO6             | 11 березня 1996   | Обсерваторія Кітт-Пік                            | Spacewatch                                       |
| (48688) 1996 FM2                        | 1996 FM2             | 17 березня 1996   | Обсерваторія Галеакала                           | NEAT                                             |
| (48689) 1996 GP1                        | 1996 GP1             | 8 квітня 1996     | Станція Сінлун                                   | SCAP                                             |
| (48690) 1996 GP4                        | 1996 GP4             | 11 квітня 1996    | Обсерваторія Кітт-Пік                            | Spacewatch                                       |
| (48691) 1996 GP6                        | 1996 GP6             | 12 квітня 1996    | Обсерваторія Кітт-Пік                            | Spacewatch                                       |
| (48692) 1996 GE20                       | 1996 GE20            | 15 квітня 1996    | Обсерваторія Ла-Сілья                            | Ерік Вальтер Ельст                               |
| (48693) 1996 GH20                       | 1996 GH20            | 15 квітня 1996    | Обсерваторія Ла-Сілья                            | Ерік Вальтер Ельст                               |
| (48694) 1996 HP                         | 1996 HP              | 18 квітня 1996    | Обсерваторія Ондржейов                           | Ленка Коткова                                    |
| (48695) 1996 HG7                        | 1996 HG7             | 18 квітня 1996    | Обсерваторія Кітт-Пік                            | Spacewatch                                       |
| (48696) 1996 HJ8                        | 1996 HJ8             | 17 квітня 1996    | Обсерваторія Ла-Сілья                            | Ерік Вальтер Ельст                               |
| (48697) 1996 HX14                       | 1996 HX14            | 17 квітня 1996    | Обсерваторія Ла-Сілья                            | Ерік Вальтер Ельст                               |
| (48698) 1996 HJ20                       | 1996 HJ20            | 18 квітня 1996    | Обсерваторія Ла-Сілья                            | Ерік Вальтер Ельст                               |
| (48699) 1996 HN21                       | 1996 HN21            | 18 квітня 1996    | Обсерваторія Ла-Сілья                            | Ерік Вальтер Ельст                               |
| 48700 Hanggao                           | 1996 HZ21            | 17 квітня 1996    | Станція Сінлун                                   | SCAP                                             |

| ← Астероїди 40001—50000 → |             |             |             |             |             |             |             |             |             |
| 40001—40100               | 41001—41100 | 42001—42100 | 43001—43100 | 44001—44100 | 45001—45100 | 46001—46100 | 47001—47100 | 48001—48100 | 49001—49100 |
| 40101—40200               | 41101—41200 | 42101—42200 | 43101—43200 | 44101—44200 | 45101—45200 | 46101—46200 | 47101—47200 | 48101—48200 | 49101—49200 |
| 40201—40300               | 41201—41300 | 42201—42300 | 43201—43300 | 44201—44300 | 45201—45300 | 46201—46300 | 47201—47300 | 48201—48300 | 49201—49300 |
| 40301—40400               | 41301—41400 | 42301—42400 | 43301—43400 | 44301—44400 | 45301—45400 | 46301—46400 | 47301—47400 | 48301—48400 | 49301—49400 |
| 40401—40500               | 41401—41500 | 42401—42500 | 43401—43500 | 44401—44500 | 45401—45500 | 46401—46500 | 47401—47500 | 48401—48500 | 49401—49500 |
| 40501—40600               | 41501—41600 | 42501—42600 | 43501—43600 | 44501—44600 | 45501—45600 | 46501—46600 | 47501—47600 | 48501—48600 | 49501—49600 |
| 40601—40700               | 41601—41700 | 42601—42700 | 43601—43700 | 44601—44700 | 45601—45700 | 46601—46700 | 47601—47700 | 48601—48700 | 49601—49700 |
| 40701—40800               | 41701—41800 | 42701—42800 | 43701—43800 | 44701—44800 | 45701—45800 | 46701—46800 | 47701—47800 | 48701—48800 | 49701—49800 |
| 40801—40900               | 41801—41900 | 42801—42900 | 43801—43900 | 44801—44900 | 45801—45900 | 46801—46900 | 47801—47900 | 48801—48900 | 49801—49900 |
| 40901—41000               | 41901—42000 | 42901—43000 | 43901—44000 | 44901—45000 | 45901—46000 | 46901—47000 | 47901—48000 | 48901—49000 | 49901—50000 |